# Lamberto Mazza
Lamberto Mazza (Roma, 3 marzo 1926 – Pordenone, 20 agosto 2012) è stato un dirigente d'azienda e dirigente sportivo italiano.

## Biografia
Conseguito il diploma di ragioniere, nel 1961 è entrato a far parte della Industrie Zanussi di Pordenone. Nominato direttore finanziario, ingloba nel gruppo Zanussi la Stice, la Becchi, la Zoppas e la Triplex, aziende in condizioni critiche che riporta alla normalità.

### La presidenza dell'Udinese
Presidente della Zanussi, diventa presidente dell'Udinese Calcio il 27 giugno 1981, dopo il ritiro di Sanson. Grazie all'aiuto del General Manager Franco Dal Cin, con un'incredibile operazione di mercato riesce a convincere il numero 10 della nazionale brasiliana Zico a trasferirsi a Udine, in una squadra che veniva considerata di secondo piano. Il costo dell'operazione è di 6 miliardi di lire, in parte ricavati dai numerosi sponsor in parte dalle casse della Zanussi; quest'ultimo fatto fa esplodere un caso in Friuli, in quanto i sindacati esprimono il loro disaccordo. Un altro problema è rappresentato dal blocco degli stranieri voluto dall'avvocato e presidente della FIGC Federico Sordillo: Mazza gli risponde in Piazza XX Settembre, davanti ad una grande folla di tifosi, pronunciando queste parole:
(Lamberto Mazza durante un discorso in piazza)
(Lamberto Mazza durante un discorso in piazza)
In un primo momento viene coinvolto nello scandalo del calcioscommesse del 1986, ma alla fine viene assolto. Nel luglio del 1986 cede la società a Giampaolo Pozzo.

### Morte
Muore a Pordenone la mattina del 20 agosto 2012 all'età di 86 anni.